# Burg Dědice
Die Reste der Burg Dědice befinden sich am Südostabfall des Drahaner Berglandes im Okres Vyškov, Tschechien.

## Geographie
Die Reste der Burg liegen nördlich des Dorfes Hamiltony auf einem Felssporn rechtsseitig über dem Tal der Velká Haná. Gegen Norden befindet sich der Truppenübungsplatz Březina, im Osten die Plattenbausiedlung sídliště Víta Nejedlého und westlich das Dorf Lhota. Gegenüber liegt die Kapelle „Strachotínka“.

## Geschichte
Die Burg Dědice wurde vermutlich nach der Mitte des 13. Jahrhunderts von Milota von Dědice, der dem Adelsgeschlecht Beneschau entstammte, errichtet. Erstmals schriftlich erwähnt wurde sie im Jahre 1278, als Milota in der Schlacht auf dem Marchfeld an der Seite Ottokar II. Přemysls kämpfte und diesen verraten haben soll. Seit 1372 gehörte die Burg Albrecht von Sternberg, der sie zur Unterscheidung von seiner Neuen Burg Stagnov als Alte Burg (starý hrad) bezeichnete.
Die Burg erlosch im 15. Jahrhundert. Es ist nicht sicher, ob sie während der Hussitenkriege oder später beim mährischen Bruderkrieg unterging. 1535 wurde letztmals der Hof bei der Alten Burg erwähnt.
Die Reste des Gemäuers wurden ab 1761 bei der Errichtung der Siedlung Hamilton als Baumaterial verwendet.
Erhalten blieben nur Gräben und der mächtige Burgwall sowie einige Mauerreste.